# Chiang Rai (thành phố)
Chiang Rai (tiếng Thái: เชียงราย, đọc là Chiêng Rai, tiếng Bắc Thái: ᨩ᩠ᨿᨦᩁᩣ᩠ᨿ , phiên âm: Chiêng Hai) là thành phố thuộc tỉnh Chiang Rai, miền Bắc của Thái Lan.

## Hành chính
Tên các làng:
- Wiang - เวียง
- Rop Wiang- รอบเวียง
- Ban Du- บ้านดู่
- Nang Lae- นางแล
- Mae Khao Tom- แม่ข้าวต้ม
- Mae Yao - แม่ยาว
- San Sai - สันทราย
- Mae Kon - แม่กรณ์
- Huai Chomphu - ห้วยชมภู
- Huai Sak - ห้วยสัก
- Rim Kok - ริมกก
- Doi Lan - ดอยลาน
- Pa O Don Chai - ป่าอ้อดอนชัย
- Tha Sai - ท่าสาย
- Doi Hang - ดอยฮาง
- Tha Sut - ท่าสุด

## Địa lý
Tọa độ 19°56′B 99°51′Đ / 19,933°B 99,85°Đ. Nakhon Chiang Rai cách Nakhon Chiang Mai của tỉnh Chiang Mai 200 km về phía Đông-Nam,; 62 km Nam Mae Sai và biên giới Miến Điện; 60 km Tây Bắc Chiang Saen trên Mae Khong bên kia biên giới Lào; 90 km Bắc của Nakhon Phayao của tỉnh Phayao.
Sông Mae Kok chảy dọc theo phía Bắc, chảy từ Tây sang Đông đổ vào sông Mê Kông.

## Cơ cấu dân số
Dân số 62.000. 12.5% là dân tộc miền núi thiểu số. Các dân tộc miền núi: Karen, Akha, Lisu, Meo, Muser. Nhiều người Hoa, đặc biệt từ Vân Nam di cư qua đây và bị đồng hóa với dân Thái. Hơn 1/2 các doanh nghiệp lớn ở miền Bắc Thái Lan do người gốc Hoa nắm giữ.

## Các điểm tham quan ở Muang Chiang Rai
- Tượng đài vua King Meng Rai- tượng đài này được xây dựng năm 1962
- Ku Phra Chao Meng Rai
- Wat Phra That Doi Thong
- Haad Chiang Rai
- Sông Mae Kok
- Thác Khun Korn

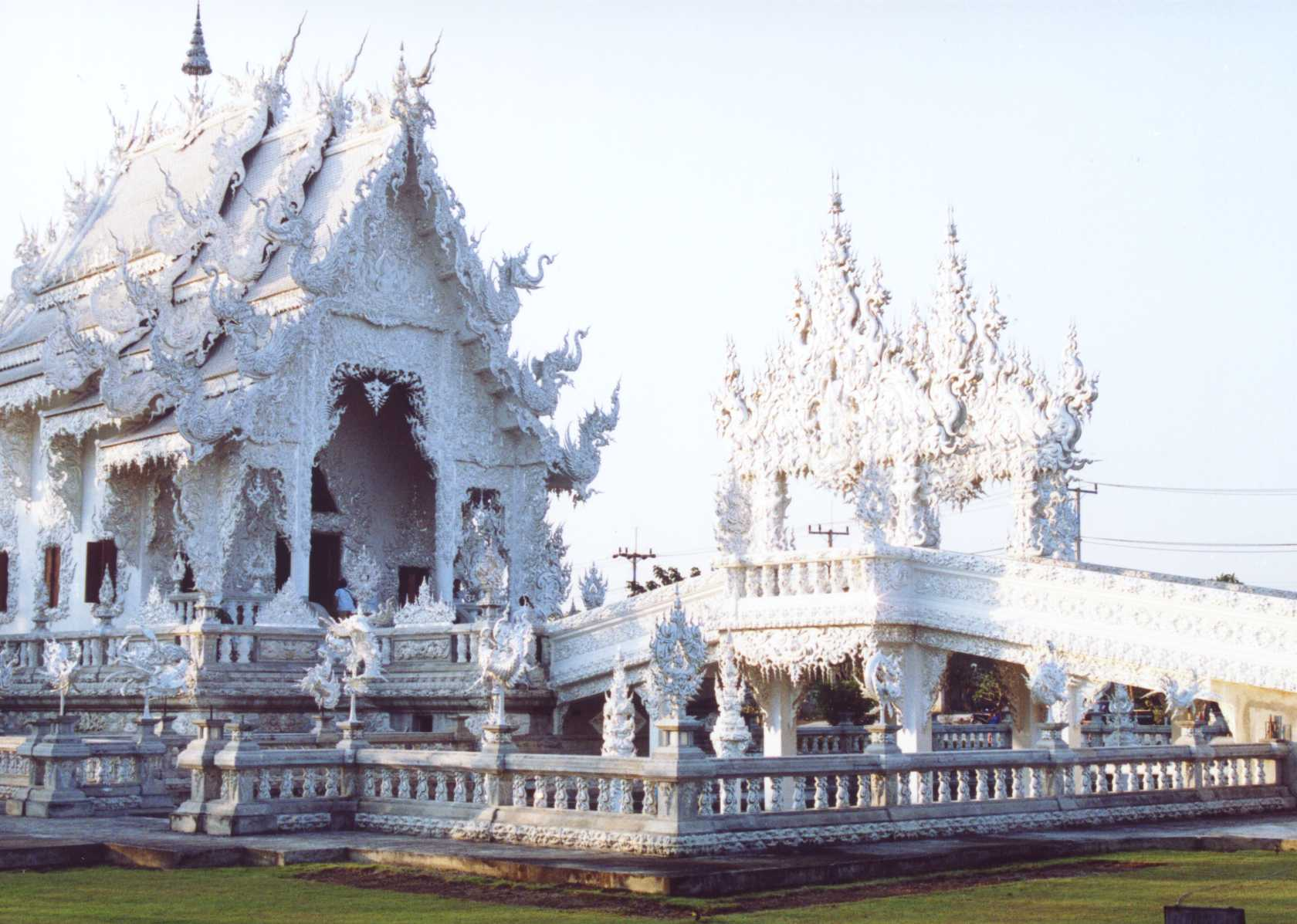
Wat Rong Khun

- Wat Phra That Doi Chom Thong, 19°54.970′B 99°49.365′Đ / 19,916167°B 99,82275°Đ
- Wat Phra Kaew, Chiang Rai, 19°54.704′B 99°49.647′Đ / 19,911733°B 99,82745°Đ
- Wat Doi Khao Khwai, 19°52.892′B 99°48.582′Đ / 19,881533°B 99,8097°Đ
- Wat Rong Khun, 19°49.480′B 99°45.800′Đ / 19,824667°B 99,763333°Đ, một ngôi chùa hiện đại xây năm 1998 bởi nghệ sĩ Thái Chalermchai Kositpipat